# Батіг і тіло
Батіг і тіло (італ. La frusta e il corpo) — фільм жахів 1963 року.

## Сюжет
У замок старого графа Менліффа повертається його блудний син Курт. Той був колись вигнаний за спокушання доньки служниці, яка потім покінчила життя самогубством, і позбавлений спадщини. Курт виявляє, що його кохана Нівенка стала дружиною його брата. Він намагається повернути жінку собі, але гине при дивних обставинах. А Нівенка стверджує, що її відвідує примара покійного Курта.

## У ролях
| Актор            | Роль             |
| ---------------- | ---------------- |
| Далія Лаві       | Нівенка Менліфф  |
| Крістофер Лі     | Курт Менліфф     |
| Тоні Кендалл     | Крістіан Менліфф |
| Іда Галлі        | Катя             |
| Харріет Медін    | Джорджія         |
| Густаво Де Нардо | граф Менліфф     |
| Лучано Пігоцці   | Лосат            |
| Жак Ерлен        | священик         |